# Duszniki-Zdrój (stacja kolejowa)
Duszniki-Zdrój – stacja kolejowa w Dusznikach-Zdroju, w powiecie kłodzkim, w województwie dolnośląskim, w Polsce.

## Ruch pasażerski
| Rok  | Wymiana pasażerska na dobę |
| ---- | -------------------------- |
| 2017 | 100-149                    |
| 2022 | 150-199                    |

## Lokalizacja
Stacja kolejowa położona na linii kolejowej z Kłodzka do Kudowy-Zdroju. Znajduje się na niezelektryfikowanej trasie o znaczeniu lokalnym, w Dusznikach Zdroju w północno-zachodniej części miasta, na granicy zwartej zabudowy.

## Historia
Historia projektu linii kolejowej do Dusznik-Zdroju sięga 2 połowy XIX w., kiedy powstawały pierwsze opracowania na ten temat. Wielkim ich orędownikiem był ówczesny burmistrz miasta Paul Dengler.
W latach 1886–1890 rozpoczęto realizację planu budowy Kolei Uzdrowiskowej. Zakończono jednak jego realizację na Szczytnej. Władze miasta wystosowały wobec tego pismo do władz państwowych z prośbą o przedłużenie trasy aż do granicy państwa, tj. Kudowy-Zdroju. Ostatecznie zdecydowano odłożyć pracę na późniejszy termin mimo przekazania przez miasto bezpłatnie terenów pod budowę torów.
Wobec tego w latach 1895–1896 powstała inicjatywa połączenia szynowego ze Szczytnej do Dusznik jako prywatnej kolejki elektrycznej, jednak pomysł ten nie został nigdy zrealizowany.
Przełom nastąpił na początku XX w., władze zdecydowały o rozbudowie linii. Od grudnia 1901 r. rozpoczęto prace przy pomocy materiałów wybuchowych. Dworce (osobowy i towarowy) usytuowano na wysokości 554 m n.p.m. Przy budowie brali udział robotnicy różnych narodowości, w tym Polacy, Czesi, Włosi i Chorwaci.
30 listopada 1902 miał miejsce pierwszy próbny przejazd do miasta, zaś od 15 grudnia zaczęły kursować normalne pociągi. Rozwijający się ruch turystyczny spowodował, że kilka lat później, w 1906 r. w miejscu poprzedniego parterowego zbudowano nowy dworzec w stylu Jugendstil. W 1928 z inicjatywy ówczesnego burmistrza Dusznik Zdroju dr. Josepha Goebela zmieniono nazwę stacji na Bad Reinerz.
Po II wojnie światowej i przejściu ziemi kłodzkiej pod administrację polską zmieniono nazwę dworca na Duszniki Zdrój.